# Retheuil
Retheuil è un comune francese di 386 abitanti situato nel dipartimento dell'Aisne della regione dell'Alta Francia.

## La chiesa di Saint Aubin
La chiesa risalente, per la sua parte essenziale, alla fine del XV secolo o all'inizio del XVI, si compone di una navata plafonata di tre campate, di due campate del coro con volta a crociera di ogiva fiancheggiata da due cappelle. L'abside è pentagonale. La cappella sud è in realtà il piano inferiore con volta a botte di un campanile della fine dell'XI secolo, vestigia di un precedente edificio. La cappella settentrionale risale al XII secolo come la porta occidentale. La chiesa era adornata da vetrate firmate Jean Cousin, delle quali non rimangono che due medaglioni, ove sono rappresentati rispettivamente san Nicola e un prete in ginocchio. Il presbiterio sta a nord della chiesa. Non può trattarsi di quello costruito nel 1672 da Charles de Laon, curato di Retheuil, che aveva parimenti elevato una colombaia quando possedeva appena i 50 arpenti necessari. L'attuale edificio è sobrio, privo di decorazioni, di belle proporzioni, un piano quadrato a quattro versanti, coperto con tegole piatte, che risale alla metà del XVIII secolo.

## Società

### Evoluzione demografica
Abitanti censiti